# Csodálatos Pókember és a Démonirtó
A Csodálatos Pókember és a Démonirtó a Csodálatos Pókember című képregény 1990-ben megjelent különszáma, mely a Marvel Comics által kiadott Marvel Team-Up 111. és 112. számát tartalmazta.
A történet első részében Pókember a Démonirtóval (és az Oltalmazókkal) harcol a kígyóemberek ellen. A második részben Dr Strange segítségével időutazásban vesz részt Kull király idejébe. A történetben több Robert E. Howard által kitalált karakter szerepel (Kull és társai, a Kígyóemberek). Ebben az időben a Marvel adaptálta Howard írásait.
Ebben a számban szerepelt először magyarul Hulk és Doktor Strange. Igaz Mokánynak és Csodadoktornak fordították őket